# Littérature carcérale
La littérature carcérale (Littérature de prison) est le genre littéraire des œuvres écrites par un auteur en détention involontaire, comme dans une prison, une maison d'arrêt ou une résidence surveillée. L'écrit peut porter sur la prison, s'en inspirer ou être simplement écrit de manière fortuite pendant le séjour en prison. Il peut s’agir de mémoires, d’un ouvrage de non-fiction ou d’une fiction.

## Origines
La littérature carcérale trouve ses racines dans l'Antiquité, avec des textes émanant de figures historiques emprisonnées. L'un des premiers exemples est celui de Socrate, dont la mort en prison a inspiré les "Dialogues" de Platon. D'autres figures historiques, comme Boèce, ont écrit des œuvres majeures en détention « La Consolation de la philosophie », VIᵉ siècle. Et bien que souvent ce genre littéraire est associée à des contextes politiques et à la dénonciation des injustices pénitentiaires, possède des origines et des motivations d'écriture variées. Dès les derniers siècles du Moyen Âge, des textes rédigés par des prisonniers ou relatant des expériences d'enfermement ont émergé, témoignant de la complexité de l'expérience carcérale.
Au XIXᵉ siècle, la littérature carcérale a connu une évolution significative, en parallèle avec les réformes pénitentiaires et l'intérêt croissant pour les conditions de détention. Des écrivains et des chercheurs ont exploré les dimensions sensorielles et psychologiques de l'enfermement, enrichissant ainsi la compréhension de l'expérience carcérale. Il est donc important de noter que les motivations derrière l'écriture carcérale ne sont pas exclusivement politiques. Les récits de prisonniers peuvent également exprimer des expériences personnelles, des réflexions philosophiques ou des quêtes spirituelles, illustrant la diversité des perspectives au sein de ce genre littéraire.

## Exemples notables de littérature carcérale

### Nelson Mandela, 27 ans de prison
Reconnu comme le premier président de la République d'Afrique du Sud, Nelson Mandela est surtout une figure emblématique de la lutte contre la ségrégation raciale. Son engagement politique et moral l'a conduit à subir de nombreuses arrestations et procès, jusqu'à sa condamnation à mort en 1964.
Accusé de sabotage, trahison et complot, il considère son emprisonnement comme le prix à payer pour rester fidèle à ses convictions. Refusant de céder à la pression d’un renoncement public à la lutte anti-apartheid (contre le racisme institutionnalisé), il demeure incarcéré. En 1988, il est transféré en résidence surveillée, avant d’être enfin libéré en 1990.
Son autobiographie, Un long chemin vers la liberté, publiée en 1994, relate son combat pour les droits des Noirs en Afrique du Sud ainsi que ses 27 années de captivité. Ce récit de 760 pages, entamé dans sa cellule en 1974, incarne un plaidoyer poignant pour la dignité humaine. Cet ouvrage lui a valu de remporter le Central News Agency Literary Award, la plus haute distinction littéraire d’Afrique du Sud.

### Louis-Ferdinand Céline, 5 ans de prison
Louis-Ferdinand Céline, célèbre écrivain du XXᵉ siècle, a marqué l'histoire littéraire sous son pseudonyme Céline. Reconnu comme un pionnier de la littérature moderne, il a joué un rôle déterminant dans son évolution.
Céline se distingue par son style elliptique unique, caractérisé par l’usage de l’argot et du langage familier, qui imprègne ses écrits d’une singularité inédite. Il se révèle au grand public avec Voyage au bout de la nuit, publié en 1932, une œuvre qui propulse son nom sur le devant de la scène. Toutefois, il se compromet également à travers la publication de pamphlets antisémites.
Pendant la Seconde Guerre mondiale, il affiche ouvertement son hostilité envers les Juifs et se rapproche des collaborationnistes ainsi que du service de sécurité nazi. En 1944, il fuit au Danemark, où il est arrêté l’année suivante pour collaboration, accusé d’avoir nui à la défense nationale. Il est condamné à cinq années de détention, dont une année dans des conditions particulièrement rudes et quatre autres passées dans une maison proche de la mer Baltique.
Durant son emprisonnement, Céline consacre l’essentiel de son temps à la lecture et à l’écriture. Il rédige alors son roman Féerie pour une autre fois et esquisse le synopsis de Guignol’s band III, qui ne verra jamais le jour. Par ailleurs, il compose également Cahier de prison, un recueil regroupant des textes inédits écrits au cours de cette période.

### Alphonse Boudard, 15 ans entre ombre et lumière
Résistant pendant la Seconde Guerre mondiale, Alphonse Boudard mène une jeunesse plutôt paisible malgré son adoption et ses changements de foyer. Cependant, son parcours bascule après les combats. Adolescent, il fréquente des bordels militaires, auxquels il rend hommage dans son roman Les maisons closes, avant de se tourner vers le trafic et les cambriolages. Ces activités illégales le conduisent à de multiples arrestations, le condamnant à passer près de 15 années entre les murs des prisons et les séjours en sanatorium pour soigner sa tuberculose.
Marqué par la maladie et l’incarcération, Boudard trouve dans ces expériences une source d’inspiration prolifique, publiant plus de 30 ouvrages, dont 7 explorent les thèmes de la prison et de la prostitution. Mêlant autobiographie et fiction, son écriture se distingue par un style populaire et un franc-parler saisissant, qui le démarquent dans le paysage littéraire de l’époque.
Son premier grand succès, Les Combattants du petit bonheur, est publié en 1977 après une réécriture laborieuse. La version initiale avait été rejetée, jugée "trop longue". Ce roman s’appuie largement sur des anecdotes issues de sa propre vie, tissant un récit qui reflète l’intensité de son parcours personnel. 

## Littérature carcérale contemporaine
La littérature carcérale constitue un témoignage poignant des souffrances endurées sous les régimes autoritaires à travers le monde. Elle offre une voix aux opprimés, dénonçant les injustices et les brutalités subies en détention. Dans les dictatures européennes du XXᵉ siècle, par exemple, des prisonnières politiques ont utilisé l'écriture pour résister et documenter leurs expériences, transformant la littérature en une arme contre l'oppression.
Au Moyen-Orient, et plus particulièrement au Maghreb, l'écriture carcérale a longtemps été un tabou. Ce n'est qu'à partir des années 1990 que des auteurs ont commencé à raconter leurs expériences de détention politique. Au Maroc, par exemple, l'écriture du carcéral faisait partie de ces tabous qui ont longtemps pesé sur la société post-coloniale. Raconter sa propre expérience carcérale en tant que détenu impliqué dans des événements politiques était une entreprise très peu développée avant les années 1990. Ces œuvres, qu'elles soient des romans, des poésies ou des autobiographies, servent de catharsis pour les auteurs et offrent au lecteur une perspective intime sur les réalités de l'incarcération politique. Elles mettent en lumière les mécanismes de répression étatique et encouragent une réflexion sur les droits humains et la liberté d'expression.
En Syrie, la littérature carcérale a également joué un rôle crucial. Des écrivains ont documenté leurs expériences de détention, offrant des contre-récits face aux versions officielles de l'histoire et défiant les mécanismes de silence imposés par le régime. Ces œuvres littéraires servent d'interventions créatives contre l'oppression politique et les violations des droits humains,.
Ainsi, la littérature carcérale, demeure un outil puissant de résistance et de témoignage, révélant les souffrances individuelles et collectives sous les régimes autoritaires.